# 2MASS J0439-2353
2MASS J0439-2353 (= 2MASS J04390101-2353083) is een bruine dwerg met een spectraalklasse van L6.5. De ster bevindt zich 40,40 lichtjaar van de zon.